# Orthogénie
 (janvier 2009).
Si vous disposez d'ouvrages ou d'articles de référence ou si vous connaissez des sites web de qualité traitant du thème abordé ici, merci de compléter l'article en donnant les références utiles à sa vérifiabilité et en les liant à la section « Notes et références ».
L'orthogénie est l'ensemble des méthodes de planification et de régulation des naissances appliquées au niveau du couple. Ce terme est formé à partir du grec : ortho (droit, correct) et geneia (production, formation). En pratique l'orthogénie est la science des différents moyens de contraception et des méthodes d'interruption volontaire de grossesse.

## Les centres d'orthogénie
Le premier centre d'orthogénie est créé en 1961 par le mouvement français pour le planning familial à Grenoble dans une démarche militante, mais illégale.
Depuis la loi Veil de 1975, cette démarche a été reconnue. Les 110 Propositions du programme de Mitterrand en 1981 la reprennent :

« L’information sur la sexualité et la contraception sera largement diffusée dans les écoles, les entreprises, les mairies, les centres de santé et d’orthogénie, et par les médias. La contraception sera gratuite, les conditions d’obtention de l’IVG seront révisées. »

Dans ces centres d'orthogénie se pratiquent les interruptions volontaires de grossesses (I.V.G.), la contraception, le dépistage anonyme et gratuit des maladies sexuellement transmissibles (M.S.T.), le suivi de grossesses et les consultations tout-venant de gynécologie. Des réunions de réflexion, pluridisciplinaires, permettent de mettre en place l'attitude de service la plus cohérente possible.

## Diagnostic prénatal (DPN) et diagnostic préimplantatoire (DPI)
Outre les actions d'interruptions volontaires de grossesse les centres d'orthogénie pratiquent également des tests de prévention dans le cadre d'un projet parental. Ces tests peuvent être réalisés dans le cadre d'un diagnostic prénatal (in utero) ou préimplantatoire (in vitro), dans le cadre d'une procréation assistée (FIV) le diagnostic préimplantatoire étant réservé, en France, aux couples à forte probabilité de donner naissance à un enfant atteint d'une maladie génétique rare, reconnue comme particulièrement grave et incurable au moment du diagnostic,.

### Encadrement et loi bioéthique
En France ces actions sont encadrées par la loi de bio-éthique,. Lors des études sur la révision des lois de bioéthiques la question des risques de dérives eugéniques a été abordée en raison de la connaissance de plus en plus précoce des caractéristiques du fœtus. Le DPI est interdit en Suisse, en Autriche et en Italie pour raisons éthiques. La Belgique, le Danemark, le Royaume-Uni, l'Espagne et les Pays-Bas admettent le DPI.